# Stöckl (Familienname)
Stöckl ist ein deutscher Familienname.

## Namensträger
- Adolf Stöckl (1884–1944), österreichischer Architekt
- Albert Stöckl (1823–1895), deutscher katholischer Geistlicher, Professor und Mitglied des deutschen Reichstags
- Alexander Stöckl (* 1973), österreichischer Skispringer
- Alois Thomas Stöckl (* 1944), deutscher Maler, Art-Direktor und Autor
- Andreas Franz Stöckl (1834–1924), österreichischer Geistlicher
- Angela Stöckl-Wolkerstorfer (* 1968), österreichische Politikerin (ÖVP), Bundesrätin
- Anneliese Stöckl (* 1929), österreichische Schauspielerin
- Anton Stöckl (1829–1885), österreichischer Komponist
- Armin Stöckl (* 1983), deutscher Sänger und Fernsehmoderator
- Barbara Stöckl (* 1963), österreichische TV- und Radio-Moderatorin
- Barbara Stöckl (Skilangläuferin) (* 1956), österreichische Skilangläuferin
- Christian Stöckl (* 1957), österreichischer Politiker (ÖVP)
- Claudia Stöckl (* 1966), österreichische TV- und Radio-Moderatorin
- Claudia Stöckl (Illustratorin) (* 1973), deutsche Dipl. Designerin, Bilderbuchillustratorin und Gestalterin sprachtherapeutischer Materialien
- Cölestin Stöckl OSB (Taufname Franz Xaver; 1743–1807), deutscher Benediktiner und Abt des Benediktinerklosters Metten in Niederbayern
- Eduard von Stoeckl (1804–1882), russischer Diplomat
- Elisabeth Puchhammer-Stöckl (* 1962), österreichische Virologin
- Ernst Stöckl (Schachspieler) (1912–2000), österreichischer Schachspieler
- Ernst Stöckl (Manager) (* 1944), deutscher Manager
- Franz Xaver Stöckl (Kunsthändler) (1756–1836), österreichischer Kunsthändler und -verleger
- Franz Xaver Stöckl (Tänzer) (1812–nach 1879), österreichischer Tänzer, Mimiker und Theaterdirektor
- Fritz Stöckl (1912–1989), österreichischer Jurist und Eisenbahnschriftsteller
- Hans Stöckl (* 1981), deutscher Biathlet, Skilangläufer, Bergführer, Skilehrer und Skitechniker
- Herbert Stöckl (* 1946), deutscher Fußballspieler
- Ingrid Stöckl (Politikerin) (* 1954), deutsche Politikerin (SPD)
- Ingrid Stöckl (Skirennläuferin) (* 1969), österreichische Skirennläuferin
- Jakob Stöckl (* 1946), deutscher Manager
- Johann Stöckl, österreichischer Arzt in Rheinsberg, siehe auch: Stöckl-Gruft
- Julia Rosa Stöckl (* 1985), österreichische Schauspielerin, siehe Julia Rosa Peer
- Karl Stöckl (1873–1959), deutscher Physiker und Hochschullehrer in Regensburg
- Klara Stöckl-Heinefetter (1816–1857), deutsche Opernsängerin (Sopran)
- Kristina Stöckl (* 1977), österreichische Soziologin
- Lars Stöckl (* 2006), österreichischer Fußballspieler
- Manuela Stöckl (* 1982), österreichische Tänzerin
- Markus Stöckl (* 1974), österreichischer Extrem-Radfahrer
- Melchior Stöckl (* 1891), deutscher Elektrotechniker
- Radko Stöckl (1924–1984), deutscher Pädagoge und Politiker (SPD), MdL Hessen
- Rupert Stöckl (1923–1999), deutscher Maler
- Sebastian Stöckl (1752–1819), österreichischer Geistlicher
- Ula Stöckl (Ulla Stöckl; * 1938), deutsche Filmemacherin, Regisseurin, Autorin und Schauspielerin
- Werner Stöckl (* 1952), rumänischer Handballspieler
- Wilhelm Stöckl (1925–2006), deutscher Politiker (MdB)
- Wolfgang Stöckl (Schriftsteller) (* 1939), österreichischer Lehrer, Mundartforscher und -schriftsteller
- Wolfgang Stöckl (1948–2024), deutscher UN-Diplomat

Siehe auch:
- Stoeckl
- Stöckl
- Stökl
- Stöckel, Støckel
- Stekl
- Steckel
- Stekel
- Stöckle, Steckle